# Rozpriahajte, chlopci, koni
"Rozpriahajte, chlopci, koni" (Розпрягайте, хлопці, коні, "Laat de paarden los, jongens" ) is een Oekraïens volksliedje dat sinds de 19e eeuw bekend is uit de archieven van etnomusicologen. In de Sovjet-Unie werd het lied wijdverbreid bekend na de release van de film "Traktoristi" ("Трактористи" - De tractorrijders) uit 1939.

## Geschiedenis
In de 20e eeuw heeft koordirigent Dmitro Balatsky het lied opgenomen en bewerkt. In 1935 werd het op grammofoonplaat uitgebracht door de Oekraïense staatskoorkapel "Trembita" onder leiding van Nestor Horodovenka. In 1935 werd het uitgevoerd door het Koor van het Rode Leger onder leiding van Alexander Alexandrov.
Volgens de Oekraïense etnomusicoloog Leonid Kaufman werd het lied in 1918 geschreven door Dmitro Balatsky. Die visie werd weerlegd door Andrii Kinko, die aantoonde dat het lied al in de 19e eeuw bekend was. De lokale historicus Viktor Yalanskyi citeert in het boek Nestor en Halyna, gepubliceerd in 1999, de veronderstelling van Nestor Machno 's vrouw Galina Koezmenko dat de auteur van dit werk Ivan Negrebytskyi is, een Machnovist uit Poltava.
In de loop van de tijd werd het werk gebruikt door de militaire orkesten van het Rode Leger en de strijdkrachten van Oekraïne, zoals "Oekraïense Mars" van Semjon Tsjernetski. In de jaren zeventig werd een versie van het lied, uitgevoerd door het Koeban Kozakkenkoor met het refrein "Maroesja, raz, dva, tri kalina", wijd en zijd bekend.

## Afgeleide werken
Aan het begin van de Eerste Wereldoorlog schreef de Russische schrijver Vladimir Giljarovski de tekst van het lied "Mars van het Siberische regiment" uit 1915 op de melodie van "Rozpriahajte, chlopci, koni". Later werd dezelfde melodie gebruikt in het Russische Burgeroorloglied "Po dolinam i po vzgoriam".